# David Davis (kézilabdázó)
David Davis Cámara (Santa Maria de Palautordera, 1976. október 25. –) világbajnok, olimpiai bronzérmes, Egyenlítői Guineából származó, de már Spanyolországban született kézilabdázó, edző.

## Pályafutása

### Játékosként
David Davis pályafutását a Granollers csapatában kezdte, majd megfordult több kisebb spanyol csapatban is. Legsikeresebb éveit a Ciudad Realnál töltötte, ahol hat szezont játszott, ez alatt az idő alatt pedig háromszor nyert Bajnokok Ligáját és ugyanennyiszer spanyol bajnoki címet. A Ciudad csődje után az újjáalakuló Atlético Madrid játékosa volt, pályafutását pedig a portugál Portóban fejezte be 2013-ban.
A spanyol válogatottban 93 mérkőzésen 132 gólt ért el, tagja volt a 2005-ben világbajnoki címet nyert csapatnak.

### Edzőként
2014 márciusában a Vardar Szkopje másodedzője lett,. 2016-ban előbb a ŽRK Vardar női csapatának másodedzője, majd vezetőedzője lett. 2017 márciusában visszatért a férfi csapat mellé másodedzőnek. 2018 májusában az egyiptomi férfi válogatott szövetségi kapitánya lett. 2018. október 9-én egy plusz egyéves szerződést kötött a Telekom Veszprém csapatával. Annak érdekében, hogy klubedzői munkájára koncentrálhasson, 2019 májusában távozott az egyiptomi válogatott éléről. A 2018-2019-es szezonban bajnoki címet nyert a Veszprémmel. A szezon végén 2023 nyaráig meghosszabbította szerződését a klubbal. A 2020–2021-es szezonban a Bajnokok Ligájába nem jutott a négy közé a csapata, a bajnokságban pedig ezüstérmes lett a Veszprém. Ezt követően a klub menesztette a posztjáról. Szezon közben, 2021 decemberében vette át az észak-macedón RK Vardar Szkopje irányítását és az idény végén bajnoki címet és kupagyőzelmet ünnepelhetett.

## Sikerei, díjai
Játékosként
- EHF-kupa-győztes: 1995
- Spanyol férfi kézilabdakupa: 2003, 2006, 2007, 2008
- Copa del Rey de Balonmano: 2005
- EHF Klubcsapatok Európa-bajnoksága-győztes: 2006
- Spanyol Szuperkupa-győztes: 2008
- Bajnokok Ligája-győztes: 2006, 2008, 2009
- Spanyol bajnok 2007, 2008, 2009
- EHF-szuperkupa-győztes

Edzőként
- Magyar bajnok: 2019
- Macedón bajnok: 2022

## További információ
- NBC Olympics Bio